# Alo Bové

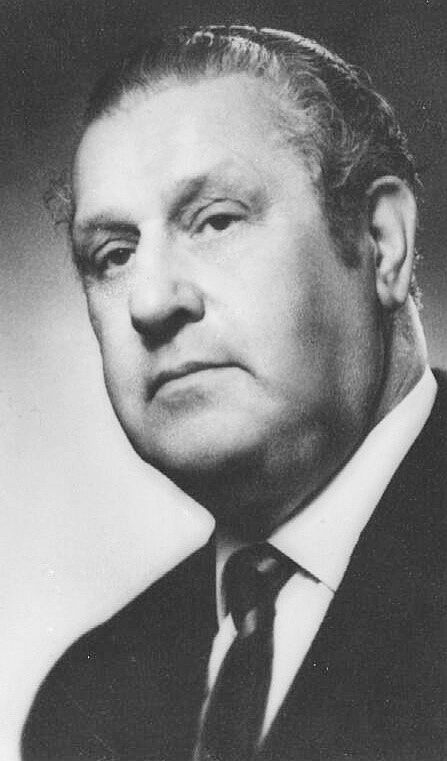
Alo Bové

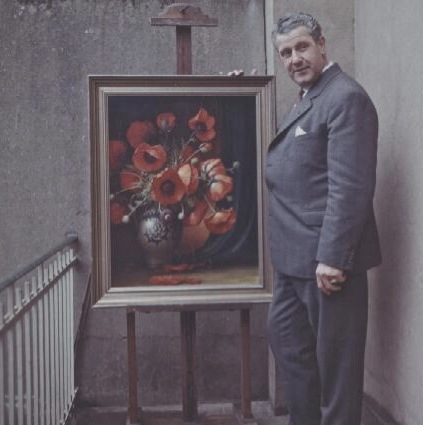
Alo Bové vor Mohnbild.

Aloyse „Alo“ Bové (* 19. Oktober 1906 in Hollerich, heute Luxemburg; † 17. Juni 1977 ebenda) war ein luxemburgischer Blumen- und Landschaftsmaler.

## Leben
Alo Bové wurde am 19. Oktober 1906 in Luxemburg-Hollerich als Sohn eines Blumengärtners und -züchters geboren. Nachdem er die Primärschule abgeschlossen hatte, besuchte er von 1921 bis 1925 die Handwerkerschule und war Schüler bei den Professoren Eugène Kurth und Pierre Blanc, denen er seine zeichnerische Grundausbildung verdankte. Nach Abschluss der Handwerkerschule ging Bové nach München und studierte einige Jahre auf der „Akademie für angewandte Kunst und Raumgestaltung“. Anschließend gründete er in Luxemburg ein Dekorationsatelier. Er bekam zahlreiche Aufträge als Raumgestalter und Dekorateur im Land und auf nationalen und internationalen Ausstellungen in Luxemburg, Paris, Brüssel und Berlin.
Er leitete u. a. im Jahr 1937 die künstlerische Ausstattung des luxemburgischen Pavillons bei der touristischen Ausstellung in Paris und wirkte 1938 bei der Ausschmückung des luxemburgischen Standes anlässlich der internationalen Handwerkerausstellung in Berlin mit. 1939 war er für die innenarchitektonische  Ausstattung des luxemburgischen Pavillons auf der internationalen Wasserausstellung in Liège verantwortlich.
In seiner Freizeit widmete er sich intensiv der Malerei, die in den späteren Jahren seines Lebens mehr und mehr zu seinem ganzen Lebensinhalt wurde. Schon 1926 wurde er Mitglied im „Cercle Artistique“.  Im Jahre 1935 wurden ihm für sein künstlerisches Schaffen in Luxemburg der „Prix Grand-Duc Adolphe“ und 1967 der Grand Prix de Peinture in Sarreguemines (Frankreich) verliehen. Anlässlich von Ehrungen oder Verabschiedungen bekannter Persönlichkeiten des öffentlichen Lebens in Luxemburg wurden vielfach den Jubilaren Bilder des Malers überreicht.

## Schaffen
Landschaften und besonders Blumen waren seine Motive, die er in figurativen Stil naturalistisch auf die Leinwand brachte. Bové ist jedoch kein sturer Nachahmer der Natur. Seine Blumen malte er nicht direkt nach der Natur, sondern nach Skizzen und Studien, vor allem der Blumenblätter. Bové war nicht nur ein anerkannter Blumenmaler. Er war ebenso ein Meister auf dem Gebiet der Landschaftsmalerei. Bekannt sind seine Öslinger Landschaften mit ihren in Gold getauchten Ginsterkoppen, die durch Licht- und Schattenkompositionen eine vielfältige Farbpalette wiedergeben.
Im Jahr 1927 stellte er erste Blumenaquarelle aus, später malte er vorwiegend mit Ölfarben. Er beschäftigte sich im Laufe seines Schaffens auch mit Restaurierungsarbeiten in Profanbauten und Kirchen, wie in Koerich, Holler, Wahl, Burglinster, Kopstal, Rollingergrund, Beidweiler usw. Erwähnt sei besonders die Ausmalung der Kirche in Dreiborn im Jahre 1948. Das luxemburgische Staatsarchiv war jahrelang auch einer seiner wichtigsten Auftraggeber.
Bové organisierte regelmäßig Ausstellungen seiner Bilder, beginnend in den frühen 50er Jahren, erste Ausstellung 1952, seit 1956 jährlich, vorwiegend in der Galerie Bradtké in Luxemburg, oder auch in Gemeinschaftsausstellungen mit anderen Künstlern in verschiedenen luxemburgischen Städten.
Einige seiner Bilder befinden sich noch heute im Familienbesitz.